# Ameaça vermelha nos Estados Unidos

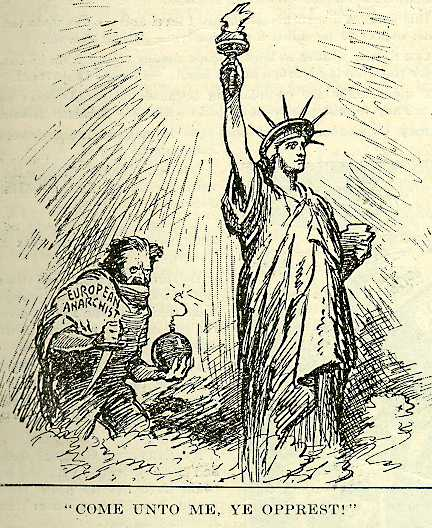
Caricatura publicada em 1919: um "anarquista europeu" tenta apunhalar a Estátua da Liberdade.

Na história dos Estados Unidos, a expressão ameaça vermelha ou perigo vermelho (em inglês, red scare: 'pavor vermelho') refere-se a dois períodos de forte desenvolvimento do  anticomunismo nos Estados Unidos. A expressão também é frequentemente usada para descrever a atmosfera política que favorecia  perseguições políticas e a violações de direitos civis.
Ambos os períodos se caracterizaram pela criminalização de opiniões políticas comunistas ou anarquistas,  pelo pavor generalizado de uma infiltração comunista no governo americano ou de uma revolução comunista ou anarquista que pudesse derrubar a ordem capitalista vigente nos Estados Unidos, impondo uma ditadura comunista, tal como na URSS. Esse pavor difuso deu margem a investigações agressivas e (sobretudo entre 1917 e 1920) à prisão de pessoas ideologicamente suspeitas ou de alguma forma associadas a movimentos comunistas ou socialistas.
A primeira Ameaça Vermelha (First Red Scare) começa como consequência  da Revolução Russa de 1917, quando se difundiu na sociedade americana o temor de uma revolução de trabalhadores sindicalizados inspirados pela Revolução Russa. As perseguições em solo americano se iniciaram em fevereiro de 1919 com a Greve Geral de Seattle e se estenderam até janeiro de 1920. A segunda Ameaça Vermelha (Second Red Scare) começa em 1947,  pouco depois da Segunda Guerra Mundial, e se desenvolveu, no contexto da guerra fria,  até 1957, sendo popularmente conhecido como  macartismo, período em que se criou a suspeita e o temor de que  houvesse espiões comunistas (estrangeiros ou estadunidenses) infiltrados no governo dos Estados Unidos ou, ainda, de um  iminente ataque aos Estados Unidos e seus aliados, pela URSS ou pela República Popular da China. Esse temor popular se amplia após o bloqueio de Berlim (1948–49), a Guerra Civil Chinesa, as confissões de espionagem para a URSS por parte de vários altos funcionários do governo americano e a guerra da Coreia.
Paralelamente, durante o macartismo, desenvolveu-se também  a crença na chamada "ameaça lilás" ou "terror lilás" (lavender scare), que tinha como alvo os homossexuais.
Em 1950, mesmo ano em que o senador Joseph McCarthy afirmou  que havia 205 comunistas trabalhando no Departamento de Estado,  o Subsecretário de Estado, John Emil Peurifoy, informou que o Departamento havia aceitado a demissão de  91 homossexuais. Em 19 de abril de 1950, o líder do Partido Republicano, Guy George Gabrielson, declarou que  "os pervertidos sexuais que se infiltraram em nosso governo nos últimos anos" podiam ser "tão perigosos quanto os próprios comunistas".
McCarthy contratou Roy Cohn –  amplamente considerado como um  homossexual não assumido  – para ser assessor-chefe da sua sub-comissão no Congresso. Juntos, McCarthy e Cohn, com o apoio entusiástico do chefe do FBI, J. Edgar Hoover (outro suposto homossexual não assumido) foram responsáveis pela demissão de dezenas de homens gays de seus empregos no governo e constrangeram muitos oponentes a se manter em silêncio, usando, para isso, os rumores acerca da sua homossexualidade. Em 1953, durante os meses finais da administração  Truman, o Departamento de Estado informou que havia demitido 425 funcionários por alegações de homossexualidade.
Esse sentimento da população norte-americana não é compartilhado da mesma maneira pelo resto da popúlação mundial que colocou a China comunista como a terceira ameaça estatal a humanidade, atrás apenas dos Estados Unidos e Paquistão.